# Grevillea scortechinii
Grevillea scortechinii är en tvåhjärtbladig växtart. Grevillea scortechinii ingår i släktet Grevillea och familjen Proteaceae.

## Underarter
Arten delas in i följande underarter:
- G. s. sarmentosa
- G. s. scortechinii